# Frauenkirchen
Frauenkirchen is een gemeente in de Oostenrijkse deelstaat Burgenland, gelegen in het district Neusiedl am See. Frauenkirchen heeft een oppervlakte van 31,9 km² en ongeveer 2900 inwoners.
Frauenkirchen heeft een barokke bedevaartskerk met twee torens.

## De filmSissi
In 1955 en 1956 werden de films uit de Sissi-trilogie gedraaid, met Romy Schneider als keizerin Elisabeth (Sissi) en Karlheinz Böhm als de jonge keizer Frans Jozef I van Oostenrijk. De opnamen vonden onder meer plaats in het Burgenland. Dat was vooral om er de Hongaarse sfeer in te brengen. In 1956 was het politiek te onrustig in Hongarije zelf, waar dat jaar de Hongaarse Opstand uitbrak. In het tweede deel van de trilogie, Sissi – De jonge keizerin, verkondigt Sissi de eenwording van Oostenrijk-Hongarije. Dit is opgenomen voor de bedevaartskerk in Frauenkirchen. In werkelijkheid is het keizerlijke gevolg nimmer hier geweest. De gevolgde route liep vermoedelijk vanaf Wenen naar Bruck an der Leitha, Hegyeshalom, Mosonmagyaróvár, Győr, Komárom-Esztergom, Tatabánya en ten slotte Boedapest.
Andau · Apetlon · Bruckneudorf · Deutsch Jahrndorf · Edelstal · Frauenkirchen · Gattendorf · Gols · Halbturn · Illmitz · Jois · Kittsee · Mönchhof · Neudorf bei Parndorf · Neusiedl am See · Nickelsdorf · Pama · Pamhagen · Parndorf · Podersdorf am See · Potzneusiedl · Sankt Andrä am Zicksee · Tadten · Wallern im Burgenland · Weiden am See · Winden am See · Zurndorf
- Gemeinsame Normdatei: 4306043-2
- Library of Congress Control Number: nb2005001837
- MusicBrainz: 8e31a12d-b3a7-4ec9-8208-87a844b1e8c3
- Nationale Bibliotheek van Tsjechië: ge647321
- Nationale Bibliotheek van Israël: 987007484734305171
- Virtual International Authority File: 153246732